# José Mari Amorrortu
José María Amorrortu Prieto (Bilbao, Vizcaya, 22 de julio de 1953), conocido como José Mari Amorrortu es un exfutbolista, exentrenador y ex director deportivo español.
Desarrolló su carrera como futbolista en las filas del Athletic Club y el Real Zaragoza, equipos con los que disputó 221 encuentros de Primera División. Como técnico dirigió varios equipos, la mayoría del País Vasco, incluyendo al Athletic Club y a la Real Sociedad. Posteriormente, fue director deportivo en el Athletic Club durante más de catorce temporadas (en dos etapas) y del Atlético de Madrid. En la primera etapa fue el artífice de la llegada de Fernando Llorente a Lezama, con apenas once años, en 1996. En el Atlético de Madrid tuvo este cargo durante cinco temporadas; durante su estancia jugadores como David de Gea, Koke, Álvaro Domínguez o Ignacio Camacho debutaron con el primer equipo.

## Trayectoria

### Como jugador
Como futbolista destacó, principalmente, en el Athletic Club (127 partidos oficiales) al que llegó procedente del CD Getxo en 1973. En junio de 1978 fue traspasado al Real Zaragoza por trece millones de pesetas. En el club maño pasó cinco temporadas, donde disputó más de 120 encuentros. Además, el 21 de octubre de 1977 llegó a disputar un partido con la selección española sub-21 ante Rumanía.
| Club           | Temporada(s) |
| -------------- | ------------ |
| S. D. Indauchu | 1971/72      |
| C. D. Guecho   | 1972/73      |
| Athletic Club  | 1973/78      |
| Real Zaragoza  | 1978/83      |

### Como entrenador
Su primer logro en este periodo fue el ascenso con el Barakaldo a Segunda División B en 1988. En la temporada 1991-92 se incorporó a la cantera del Athletic Club para dirigir a su equipo juvenil. En su única temporada al mando del equipo ganó la Copa del Rey Juvenil, dirigiendo a grandes jugadores como Julen Guerrero o Aitor Karanka. Entre 1992 y 1994 fue segundo entrenador de Jupp Heynckes en el Athletic Club. En 1994 cogió las riendas del Bilbao Athletic. También fue entrenador del Athletic Club en las últimas jornadas de las temporadas 1994-95 y 1995-96 que estuvo cerca del descenso a segunda división, en sustitución de Jabo Irureta y Stepanovic, respectivamente, y de la Real Sociedad entre 2004 y 2006 siendo cesado en esta última temporada por los malos resultados.
| Club                  | Temporada(s) |
| --------------------- | ------------ |
| Balsas del Ebro Viejo | 1983/84      |
| Zaragoza Juvenil A    | 1983/84      |
| S. D. Iturrigorri     | 1984/85      |
| S. D. Amorebieta      | 1985/87      |
| Barakaldo C. F.       | 1987/89      |
| Cultural Durango      | 1989         |
| Athletic Juvenil A    | 1991/92      |
| Bilbao Athletic       | 1994/95      |
| Athletic Club         | 1995/96      |
| S. D. Eibar           | 2003/04      |
| Real Sociedad         | 2004/06      |

### Como director deportivo y coordinador de fútbol base
En 1994 inició una nueva etapa como director deportivo de la cantera del Athletic Club, donde pasó siete temporadas bajo el mando de José María Arrate. En 2006 se incorporó al Atlético de Madrid para ser su director de fútbol base, cargo que desempeñó durante cinco campañas. En 2011, con la llegada de Josu Urrutia a la presidencia del club, regresó a su antiguo puesto como director deportivo. Entre 2013 y 2015 centró su labor en el primer equipo, quedando Aitor Larrazabal como director deportivo de la cantera rojilbanca. El 2 de enero de 2019, tras la llegada a la presidencia de Aitor Elizegi, dejó su puesto como director deportivo del Athletic Club.
En julio de 2020 se incorporó al Racing de Santander como responsable de estrategia deportiva, donde permaneció una campaña.
| Club                          | Temporada(s) |
| ----------------------------- | ------------ |
| Athletic Club                 | 1994-2001    |
| Club Atlético de Madrid       | 2006-2011    |
| Athletic Club                 | 2011-2019    |
| Real Racing Club de Santander | 2020-2021    |